# Schootsteek

De schootsteek met slippend eind

De dubbele schootsteek

De schootsteek is een knoop die gebruikt kan worden voor het aan elkaar verbinden van twee ongelijke lijnen, lijnen die verschillen in dikte, in stijfheid, in treksterkte. De knoop is eenvoudig te leggen en wanneer de knoop niet belast wordt ook altijd weer eenvoudig los te maken.
De schootsteek halveert ongeveer de maximale belastbaarheid van de lijnen.
Wanneer er een groot verschil in dikte is tussen de twee lijnen, is het aan te raden om gebruik te maken van de dubbele schootsteek of de seizingsteek.
De schootsteek is eventueel ook eenvoudig op slip te leggen, dat wil zeggen dat door aan één uiteinde te trekken de knoop gelijk los komt. In dat geval kan de knoop zelfs onder spanning losgetrokken worden. Deze steek is handig bij bijvoorbeeld het slepen van een boot: in noodgevallen kan de gesleepte boot dan zo losgetrokken worden.

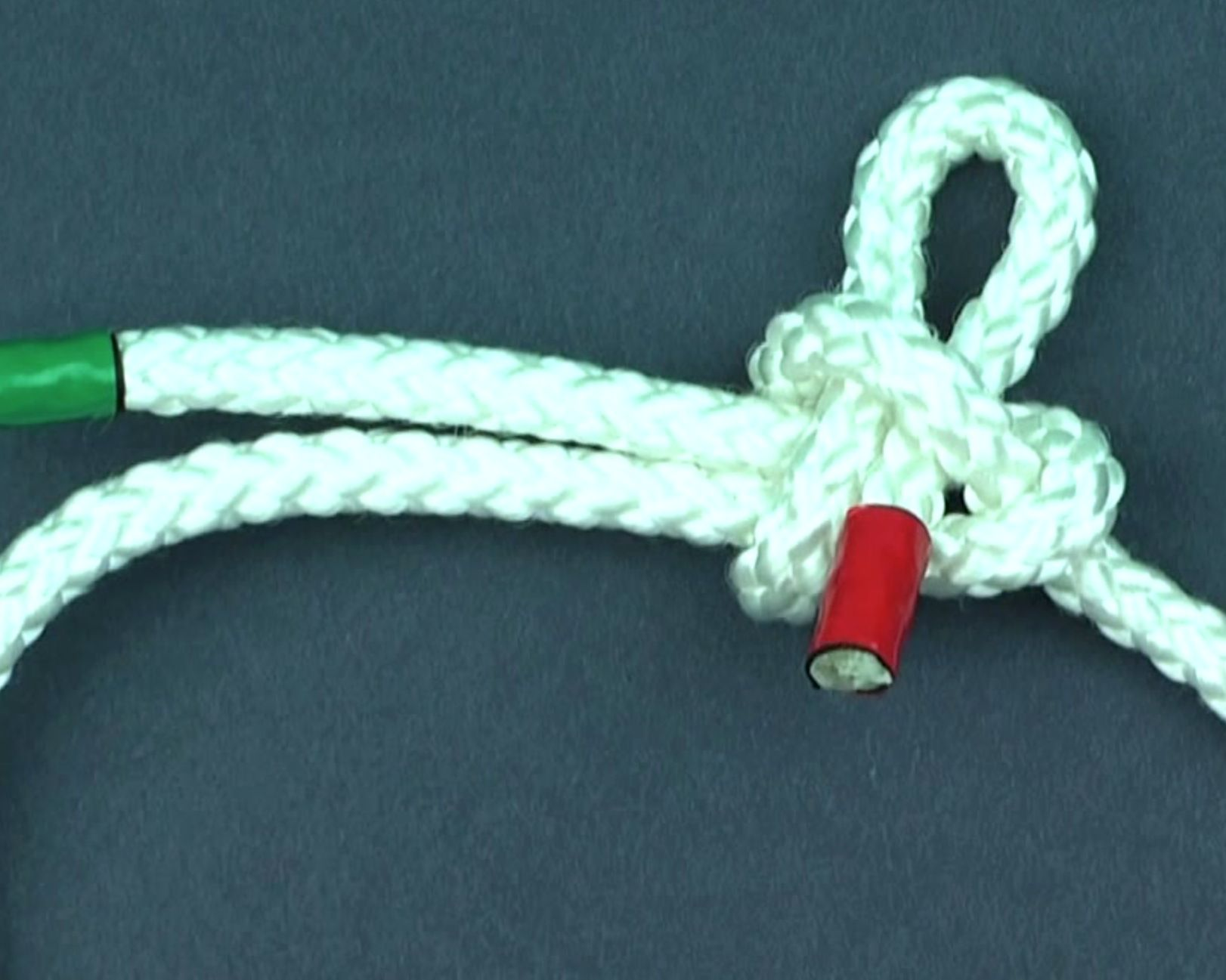
Schootsteek met slippend eind